# Gyulai István (újságíró)
Gyulai István (Budapest, 1930. június 3. – 2016. október 11.) magyar közgazdász, újságíró.

## Életpályája
Gyulai István kovácssegéd és Szlameniczky Karolin fiaként született. 1948–1952 között a Marx Károly Közgazdaságtudományi Egyetem hallgatója volt. 1952–1954 között ugyanitt tanársegédként dolgozott. 1954–1961 között a Szabad Nép illetve a Népszabadság munkatársa volt. 1961–1968 között a Minisztertanács Titkárságán a tőkés nemzetközi gazdasági együttműködéssel foglalkozott. 1968-ban megalapította a Világgazdaság című lapot. 1968-tól az OVK előadója volt. 1968–1990 között, illetve 1991–1992-ben főszerkesztője volt a Világgazdaságnak. 1973-ban a vietnami Nemzetközi Ellenőrző és Felügyelő Bizottság tagja volt. 1979-ben részt vett a HVG megalapításában, 1979–1981 között a szerkesztőbizottság elnöke volt. 1991-ben létrehozta a Business Press Kft.-t. 1992-ben nyugdíjba vonult.

## Magánélete
1954-ben házasságot kötött Kádár Zsuzsával. Egy fiuk született; László (1956).

## Művei
- Kétféle segély; Kossuth, Budapest, 1961
- Az Európai Közös Piac (1962)
- A nyugat-európai gazdasági integráció (1971)